# Liesel Beckmann
Liesel Beckmann (* 28. Oktober 1914 in Limburg an der Lahn; † 22. Juli 1965  in München) war eine deutsche Betriebswirtin und Professorin für Betriebswirtschaftslehre und die erste Frau Deutschlands mit einem eigenen Lehrstuhl für dieses Fach.

## Leben
Beckmann legte 1933 ihr Abitur ab und studierte anschließend Volkswirtschaftslehre an der Universität Bonn, welches sie 1937 mit Diplom abschloss. Anschließend war sie als wissenschaftliche Assistentin Karl Rößles tätig. Ein Jahr später promovierte sie zum Dr. rer. pol. mit Aufgabe, Entwicklung, Art und Wandlung der Handwerksförderung ebenfalls in Bonn und war anschließend wissenschaftliche Assistentin am betriebswirtschaftlichen Institut der TH München. Zugleich begann ihre Mitarbeit beim Deutschen Handwerksinstitut, welche bis zum Ende des Zweiten Weltkrieges dauern sollte.
1939 erhielt sie an der TH einen Lehrauftrag und habilitierte ein Jahr später für Betriebswirtschaftslehre des Handwerks und der Genossenschaft mit Die Stellung des Handwerks in der Betriebswirtschaftslehre.
1941 wurde der Ordinarius der TH München zum Wehrdienst berufen und daher übernahm Beckmann die Aufgabe kommissarisch. Obwohl sie weiterhin Vorlesungen in München gab, wurde sie 1943 auch kommissarisch Ordinaria der Handelshochschule Königsberg. 1946 wurde sie zur außerplanmäßigen außerordentlichen Professur an der TH München berufen. Die kommissarische Vertretung der ordentlichen Professur der Betriebswirtschaftslehre in der staatswissenschaftlichen Fakultät der Universität München übernahm sie ein Jahr später. 1949 hielt sie sich für ein halbes Jahr zu Studienzwecken in den USA auf. Weiterhin wurde sie 1949 die stellvertretende wissenschaftliche Leiterin des Deutschen Handwerksinstituts München unter Karl Friedrich Rößle und bereits ein Jahr später war sie dort stellvertretende Vorstandsvorsitzende.
1952 war sie als Vertreterin der Wählergemeinschaft Münchner Block im Münchner Stadtrat. 1953 erhielt sie den Ruf an einen außerordentlichen Lehrstuhl für Betriebswirtschaftslehre an der Universität München. Drei Jahre darauf erfolgte die Ernennung zur ordentlichen Universitätsprofessorin. Vorsitzende des Vorstandes des Deutschen Handwerksinstituts wurde sie 1959. Die internationale Tagung Handwerk und EWG wurde 1961 auf ihr Bestreben hin abgehalten und stand unter ihrer Leitung.
Die Technische Universität München vergibt seit 2018 Liesel-Beckman-Professuren um herausragende Wissenschaftlerinnen zu fördern.

## Mitgliedschaften
- Deutsches Handwerksinstitut
- Verwaltungsbeirat für Pflege der Wissenschaften und Hochschulen beim Schulreferat München
- Kuratorium der Münchner Volkshochschule
- Bayrische Arbeitsgemeinschaft für Raumforschung und Landesplanung
- Aufsichtsratsmitglied des Münchner Vereins
- Mitgründerin und Vorsitzende des Beirates der betriebswirtschaftlichen Karl-Rößle-Vereinigung
- Rencontres de St. Gall einem Arbeitskreis von Gewerbewissenschaftlern zum internationalen Austausch

## Werke
- Die betriebswirtschaftliche Finanzierung, 1949
- Gründung, Umwandlung, Fusion, Sanierung, Wiesbaden 1961
- Einführung in die Industriebetriebswirtschaftslehre, Stuttgart 1961